# Neogalea longfieldae
Neogalea longfieldae är en fjärilsart som beskrevs av Hayes 1975. Neogalea longfieldae ingår i släktet Neogalea och familjen nattflyn. Inga underarter finns listade i Catalogue of Life.